# Colubrinae
Colubrinae – podrodzina węży z rodziny połozowatych (Colubridae).

## Zasięg występowania
Rodzaj obejmuje gatunki występujące w Ameryce, Eurazji, Afryce, Australii i Oceanii. 

## Podział systematyczny
Do podrodziny zaliczanych jest ponad 800 gatunków zgrupowanych w następujących rodzajach: 

- Aeluroglena – jedynym przedstawicielem jest Aeluroglena cucullata
- Anguiculus
- Aprosdoketophis – jedynym przedstawicielem jest Aprosdoketophis andreonei
- Archelaphe – jedynym przedstawicielem jest Archelaphe bella
- Arizona
- Bamanophis – jedynym przedstawicielem jest Bamanophis dorri
- Bogertophis
- Boiga
- Cemophora
- Chironius
- Coelognathus
- Coluber – jedynym przedstawicielem jest Coluber constrictor
- Conopsis
- Coronella
- Crotaphopeltis
- Dasypeltis
- Dendrophidion
- Dipsadoboa
- Dispholidus
- Dolichophis
- Drymarchon
- Drymobius
- Drymoluber
- Eirenis
- Elaphe
- Euprepiophis
- Ficimia
- Geagras – jedynym przedstawicielem jest Geagras redimitus
- Gongylosoma
- Gonyosoma
- Gyalopion
- Hapsidophrys
- Hemerophis – jedynym przedstawicielem jest Hemerophis socotrae
- Hemorrhois
- Hierophis
- Lampropeltis
- Leptodrymus – jedynym przedstawicielem jest Leptodrymus pulcherrimus
- Leptophis
- Liopeltis
- Lycodon
- Lytorhynchus
- Macroprotodon
- Masticophis
- Mastigodryas
- Meizodon
- Mopanveldophis – jedynym przedstawicielem jest Mopanveldophis zebrinus
- Muhtarophis – jedynym przedstawicielem jest Muhtarophis barani
- Oligodon
- Oocatochus – jedynym przedstawicielem jest Oocatochus rufodorsatus
- Opheodrys
- Oreocryptophis – jedynym przedstawicielem jest Oreocryptophis porphyraceus
- Orientocoluber – jedynym przedstawicielem jest Orientocoluber spinalis
- Oxybelis
- Palusophis – jedynym przedstawicielem jest Palusophis bifossatus
- Pantherophis
- Persiophis – jedynym przedstawicielem jest Persiophis fahimii[4]
- Philothamnus
- Phrynonax
- Phyllorhynchus
- Pituophis
- Platyceps
- Pseudelaphe
- Pseudoficimia – jedynym przedstawicielem jest Pseudoficimia frontalis
- Ptyas
- Rhamnophis
- Rhinobothryum
- Rhinocheilus
- Rhynchocalamus
- Salvadora
- Scaphiophis
- Scolecophis – jedynym przedstawicielem jest Scolecophis atrocinctus
- Senticolis – jedynym przedstawicielem jest Senticolis triaspis
- Simophis – jedynym przedstawicielem jest Simophis rhinostoma
- Sonora
- Spalerosophis
- Spilotes
- Stegonotus
- Stenorrhina
- Symphimus
- Sympholis – jedynym przedstawicielem jest Sympholis lippiens
- Tantilla
- Tantillita
- Telescopus
- Thelotornis
- Thrasops
- Toxicodryas
- Trimorphodon
- Wallaceophis – jedynym przedstawicielem jest Wallaceophis gujaratensis
- Wallophis – jedynym przedstawicielem jest Wallophis brachyura
- Xenelaphis
- Xyelodontophis – jedynym przedstawicielem jest Xyelodontophis uluguruensis
- Zamenis